# Nedrahovice
Nedrahovice (německy Nedrahowitz) jsou obec v okrese Příbram ve Středočeském kraji, asi 6 km jižně od Sedlčan. Žije zde 472 obyvatel.

## Historie
První písemná zmínka o obci pochází z roku 1366.

## Obecní správa

### Části obce
- Bor (k. ú. Bor u Sedlčan)
- Kamenice (k. ú. Kamence u Nedrahovic)
- Nedrahovice (k. ú. Nedrahovice)
- Nedrahovické Podhájí (k. ú. Nedrahovické Podhájí)
- Radeč (k. ú. Radeč u Nedrahovic)
- Rudolec (k. ú. Bor u Sedlčan)
- Trkov (k. ú. Kamence u Nedrahovic)
- Úklid (k. ú. Bor u Sedlčan)

K obci patří také Čachořice, Lipský Mlýn a Ovčín.
V letech 1850–1920 k obci patřily i Doubravice a Libíň a v letech 1850–1929 také Bolechovice, Boudy, Doublovičky a Martinice.
Sousedními obcemi sídla jsou Jesenice, Sedlec-Prčice, Nechvalice, Sedlčany, Počepice, Vysoký Chlumec a Kosova Hora.

### Územněsprávní začlenění
Dějiny územněsprávního začleňování zahrnují období od roku 1850 do současnosti. V chronologickém přehledu je uvedena územně administrativní příslušnost obce v roce, kdy ke změně došlo:
- 1850 země česká, kraj České Budějovice, politický okres Votice, soudní okres Sedlčany[5]
- 1855 země česká, kraj Tábor, soudní okres Sedlčany
- 1868 země česká, politický i soudní okres Sedlčany
- 1939 země česká, Oberlandrat Tábor, politický i soudní okres Sedlčany[6]
- 1942 země česká, Oberlandrat Praha, politický i soudní okres Sedlčany[7]
- 1945 země česká, správní i soudní okres Sedlčany[8]
- 1949 Pražský kraj, okres Sedlčany[9]
- 1960 Středočeský kraj, okres Příbram
- 2003 Středočeský kraj, okres Příbram, obec s rozšířenou působností Sedlčany

## Společnost

### Rok 1932
V roce1932 byly ve vsi Nedrahovice (přísl. Bor, Kamenice, Nedrahovické Podhájí, Radeč, Rudolec, Trkov, Úklid, 829 obyvatel) evidovány tyto živnosti a obchody: výroba cementového zboží, družstvo pro rozvod elektrické energie pro Bor, družstvo pro rozvod elektrické energie pro Kamenici, 4 hostince, 3 kováři, krejčí, 2 mlýny, 2 pily, 4 rolníci, 4 trafiky, truhlář, zahradník.

## Pamětihodnosti
- Na místě středověké tvrze vybudován čtyřkřídlý renesanční zámek, po požáru roku 1795 neobnoven, zachovány zbytky zdí ve dvoře. Zámek je rodištěm Diviše Černína z Chudenic (1565–1621), popraveného na Staroměstském náměstí v Praze, a Heřmana Černína z Chudenic.
- V obci dochovány stavby lidové architektury.
- V obci, na návsi, se nachází zvonice zasvěcená svatému Vojtěchovi.[11]
- Na návsi v Úklidu se nachází torzo tzv. tisícileté lípy, pod níž podle pověsti kázal mistr Jan Hus.

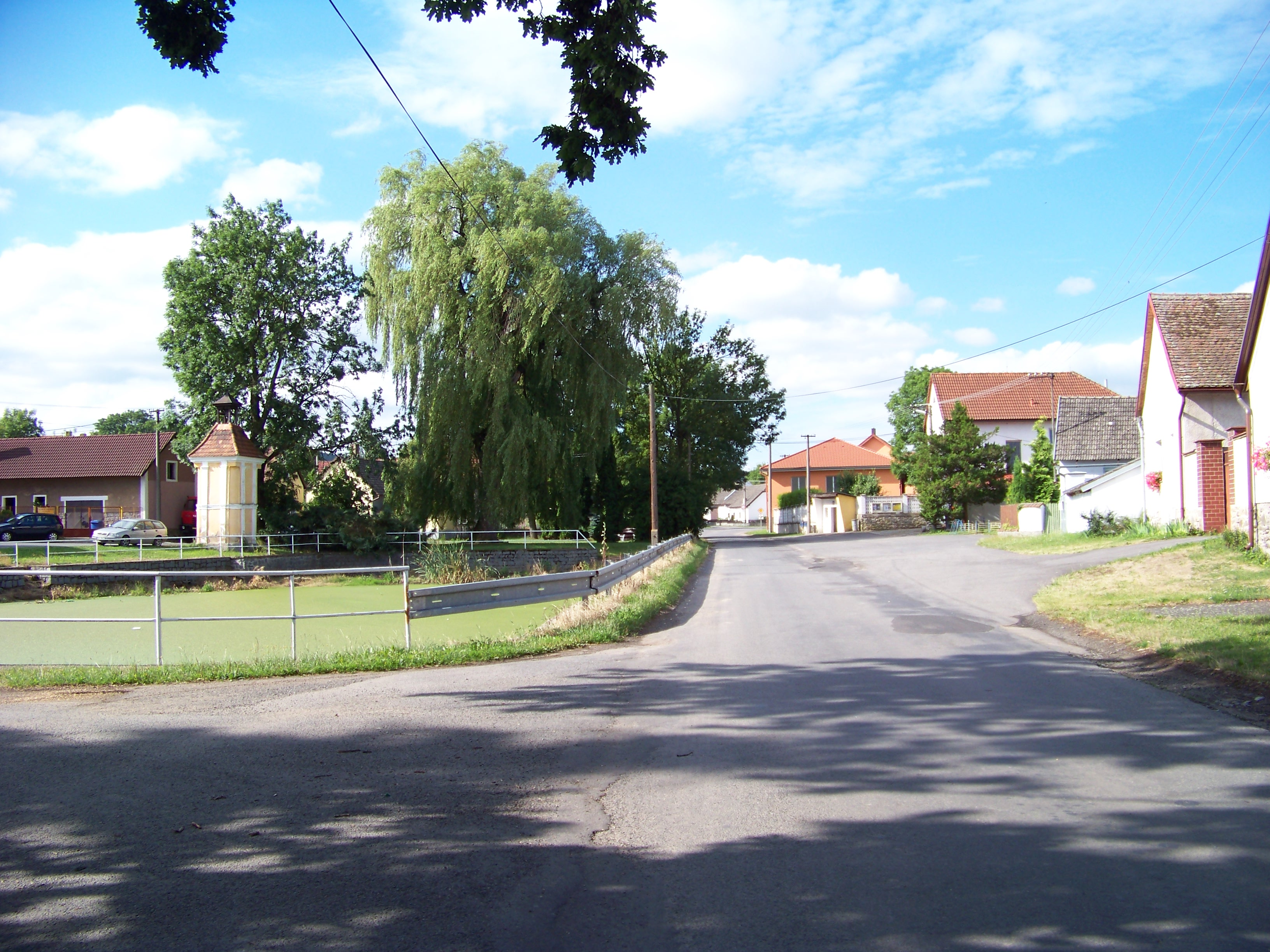
Náves s rybníčkem a kapličkou

## Doprava

### Dopravní síť
Do obce vedou silnice III. třídy. Územím obce vede silnice II/120 Klimětice – Sedlec-Prčice – Borotín – Mladá Vožice. Železniční trať ani stanice či zastávka na území obce nejsou

### Autobusová doprava 2024
Autobusovou dopravu v obci Nedrahovice zajišťují společnosti Arriva Střední Čechy, Bus Line Jižní Čechy a COMETT PLUS. Obec je součástí Pražské integrované dopravy (PID). V obci se nachází zastávka Nedrahovice. Mezi další zastávky spadající pod obec jsou Nedrahovice,Bor, Nedrahovice,Kamenice, Nedrahovice,Lipský Mlýn, Nedrahovice,Radeč, Nedrahovice,rozc., Nedrahovice,Rudolec a Nedrahovice,Úklid. V Nedrahovickém Podhájí a Trkově se autobusové zastávky nenacházejí. Obec obsluhují dvě autobusové linky: 454 a 513. Linka 454 spojuje Sedlčany s Táborem přes Nedrahovice, Jesenici, Sedlec-Prčice, Nadějkov, Jistebnici, Radkov a Balkovu Lhotu. Linka 513 spojuje Sedlčany, Nedrahovice, Jesenici, Sedlec-Prčice a Vrchotice. 

## Turistika
- Cyklistika – Obcí vedou cyklotrasy č. 8138 Radeč – Nedrahovice – Vysoký Chlumec – Krásná Hora nad Vltavou a č. 0074 Jesenice – Nedrahovice – Veletín – Cunkov – Jistebnice.
- Pěší turistika – Obcí vede turistická trasa  Jesenice – Libíň – Sedlčany.